# Distretto di Na Bon
Il distretto di Na Bon (in thailandese: นาบอน) è un distretto (amphoe) della Thailandia, situato nella provincia di Nakhon Si Thammarat.